# Europese kampioenschappen badminton 1968
De 1e editie van het Europees kampioenschap badminton werd georganiseerd door de West-Duitse stad Bochum. Het toernooi duurde 3 dagen, van 19 april 1968 tot en met 21 april 1968.

## Medaillewinnaars
| Onderdeel      | 1e plaats                      | 2e plaats                      | 3e plaats                     |
| -------------- | ------------------------------ | ------------------------------ | ----------------------------- |
| Mannen enkel   | Sture Johnsson                 | Wolfgang Bochow                | Jørgen Mortensen              |
| Mannen enkel   | Sture Johnsson                 | Wolfgang Bochow                | Elo Hansen                    |
| Vrouwen enkel  | Irmgard Latz                   | Marieluise Wackerow            | Eva Twedberg                  |
| Vrouwen enkel  | Irmgard Latz                   | Marieluise Wackerow            | Angela Bairstow               |
| Mannen dubbel  | David Eddy Roger Powell        | Tony Jordan Roger Mills        | Robert McCoig Mac Henderson   |
| Mannen dubbel  | David Eddy Roger Powell        | Tony Jordan Roger Mills        | Franz Beinvogl Willi Braun    |
| Vrouwen dubbel | Margaret Boxall Susan Whetnall | Gillian Perrin Angela Bairstow | Anne Flindt Bente Sørensen    |
| Vrouwen dubbel | Margaret Boxall Susan Whetnall | Gillian Perrin Angela Bairstow | Agnes Geene Joke van Beusekom |
| Gemengd dubbel | Tony Jordan Susan Whetnall     | Roger Mills Gillian Perrin     | Klaus Kaagaard Anne Flindt    |
| Gemengd dubbel | Tony Jordan Susan Whetnall     | Roger Mills Gillian Perrin     | Wolfgang Bochow Irmgard Latz  |

## Medaillespiegel
| Plaats | Land           | Goud | Zilver | Brons | Totaal |
| 1      | Engeland       | 3    | 3      | 1     | 7      |
| 2      | West-Duitsland | 1    | 2      | 2     | 5      |
| 3      | Zweden         | 1    | 0      | 1     | 2      |
| 4      | Denemarken     | 0    | 0      | 4     | 4      |
| 5      | Nederland      | 0    | 0      | 1     | 1      |
| 5      | Schotland      | 0    | 0      | 1     | 1      |
| Totaal | Totaal         | 5    | 5      | 10    | 20     |